# Parton
Parton [partón] je v fiziki osnovni delec, ki se ga prišteva med kvarke ali gluone oziroma katerikoli delec, ki sestavlja hadrone. Ime izvira iz angleške besede part, ki pomeni del.

## Zgodovina
Pojem je uvedel ameriški fizik in matematik Richard Phillips Feynman (1918–1988), v letu 1969, ko je analiziral trke visokoenergijskih hadronov. Pozneje so ugotovili, da partoni predstavljajo snov, ki je danes znana kot kvarki in gluoni. V fiziko osnovnih delcev je pojem parton Feynman vpeljal leta 1967 v povezavi s partonskim modelom, v katerem so pomembno vlogo igrali namišljeni delci, ki bi se imenovali partoni. V tem modelu so bili hadroni predstavljeni kot točkasta telesa, ki jih je Feynman imenoval partoni. Za partone bi bila značilna močna interkcija. Sedaj je partonski model zamenjal model v katerem so kvarki in gluoni. Ta model opisuje kvantna kromodinamika.